# Pia Alimăneștianu
Pia Alimăneștianu, născută Brătianu (n. 23 iunie 1872, Florica, azi Ștefănești, județul Argeș - d. 14 octombrie 1962, București) a fost  o scriitoare.

## Biografie
Pia Alimăneștianu a fost  fiica lui Ion C. Brătianu și a Piei (Caliopi) Brătianu, născută Pleșoianu, precum  și soră cu Ion I.C. Brătianu. A avut ca surori pe Tatiana, Sabina (Cantacuzino) și Mariuța (Pillat).
A studiat cu  profesori particulari, printre care  Spiru Haret și Ion Bianu. Examenul de maturitate la Colegiul „Sfântul Sava", în anul 1899.
În timpul ocupației germane din Primul Război Mondial, Pia Alimăneștianu rămâne la București alături de mama ei, care devenise infirmă de pe urma războiului, și devine soră de caritate, îngrijind  bolnavi la spitalul "Filantropia". Ține un jurnal, care va fi publicat în anul 1929.
„Azi noapte am fost trezită din somn de răcnete și vaiete, când mai apropiate, când mai depărtate și după câteva momente de nedumerire, mi-am dat seama că erau răcnetele sergenților și vaietele mulțimii, luptând la brutăria din strada Sălciilor să capete o pâine.
De câteva zile de când se resimte orașul de mobilizarea și rechiziționarea alimentelor de către germani, mă frământă gândul să deschidem cantine pentru populația săracă.”

## Opera
- Însemnări din timpul ocupației germane (1916-1918), București, 1929, republicate fragmente în Marea Unire a românilor în izvoare narative, îngrijită și introducere de Stelian Neagoe, București, 1984;
- Dobrogea. File trăite, Craiova, 1936;
- Plaiuri oltenești, Craiova, 1938;
- Prin cetatea lui Bucur, București, 1940;
- Trecutul viu, București, 1940.

## Legături externe
- , Familia Alimăneștianu
- Arhivat în 7 septembrie 2014, la Wayback Machine. JURNALE INTIME FEMININE DIN PERIOADA INTERBELICĂ
- "Bunica Romaniei Mari"